# Großer Preis von Malaysia 2011
Der Große Preis von Malaysia 2011 (offiziell 2011 Formula 1 Petronas Malaysia Grand Prix) fand am 10. April auf dem Sepang International Circuit in Sepang statt und war das zweite Rennen der Formel-1-Weltmeisterschaft 2011.

## Berichte

### Hintergrund
Nach dem Großen Preis von Australien führte Sebastian Vettel in der Fahrerwertung mit sieben Punkten vor Lewis Hamilton und zehn Punkten vor Witali Petrow. In der Konstrukteurswertung führte Red Bull-Renault mit neun Punkten vor McLaren-Mercedes und mit 17 Punkten vor Ferrari.
Beim Großen Preis von Malaysia stellte Pirelli den Fahrern die Reifenmischungen Hard (silber) und Soft (gelb), sowie für nasse Bedingungen Intermediates (hellblau) und Full-Wets (orange) zur Verfügung. Für den Freitag erhielten die Teams zu Testzwecken zusätzlich zwei Reifensätze der Mischung Supersoft (rot), die erstmals eingesetzt wurden.
Mit Michael Schumacher (dreimal), Fernando Alonso (zweimal), Jenson Button und Vettel (jeweils einmal) traten vier ehemalige Sieger zu diesem Grand Prix an.

### Training

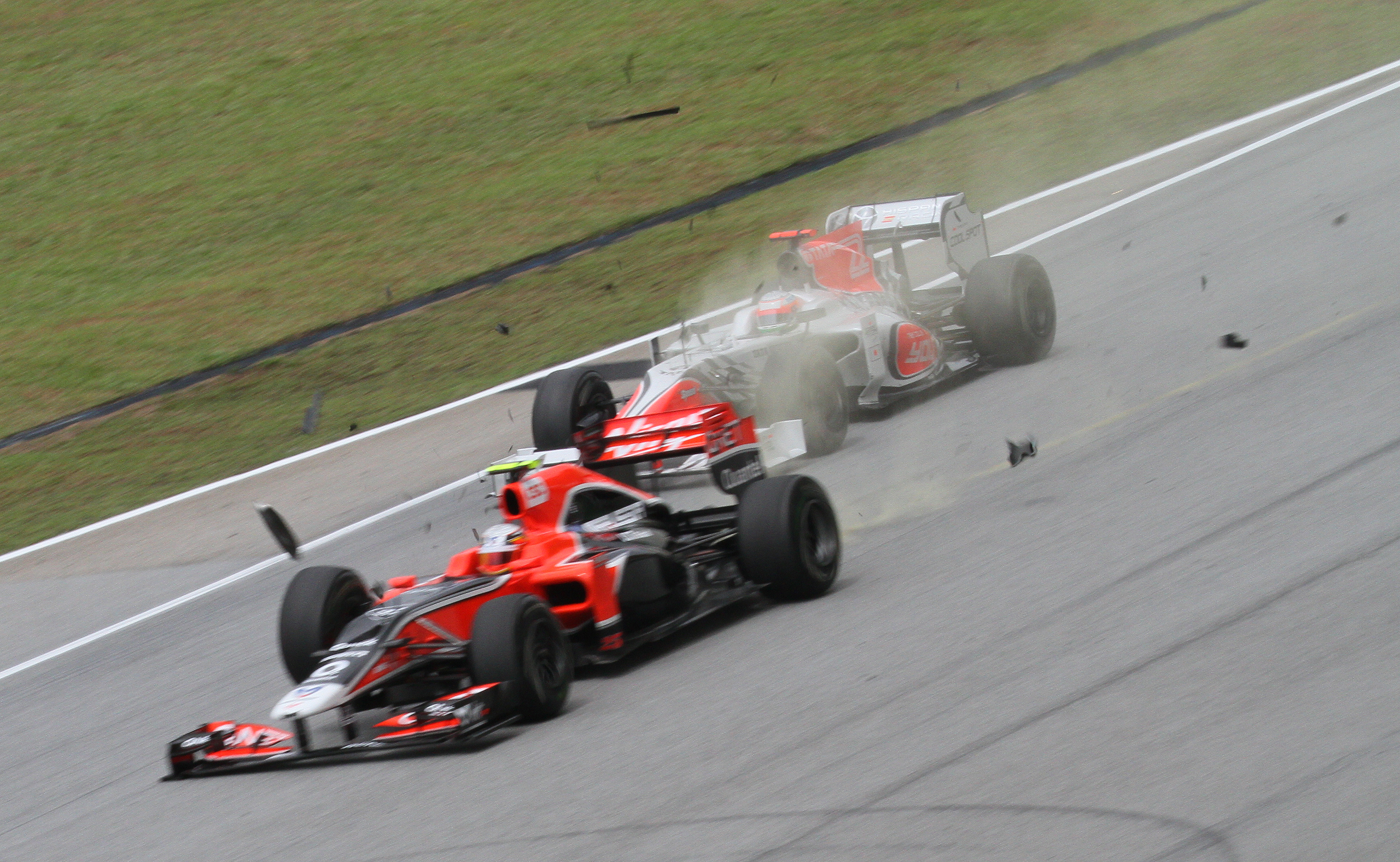
Jérôme D’Ambrosios Virgin wurde im ersten freien Training durch ein technisches Problem beschädigt; im Hintergrund ist HRT-Pilot Narain Karthikeyan

Im ersten freien Training erzielte Mark Webber die schnellste Runde vor Hamilton und Schumacher. Dabei hatte er über 1,6 s Vorsprung auf Hamilton. Davide Valsecchi fuhr in diesem Training den Lotus von Heikki Kovalainen und nahm zum ersten Mal an einer Formel-1-Trainingssitzung teil. Darüber hinaus übernahmen in diesem Training Nico Hülkenberg den Force India von Paul di Resta und Daniel Ricciardo den Toro Rosso von Sébastien Buemi. Nick Heidfeld, Petrow (beide Renault) und Jérôme D’Ambrosio (Virgin) erlitten in diesem Training technische Probleme beim Bremsen.
Im zweiten freien Training behielt Webber die Führung. Button, der Zweiter wurde, reduzierte allerdings den Abstand auf fünf tausendstel Sekunden. Hamilton wurde Dritter.
Im dritten freien Training übernahm McLaren-Pilot Hamilton die Führung vor Webber und Button.

### Qualifying

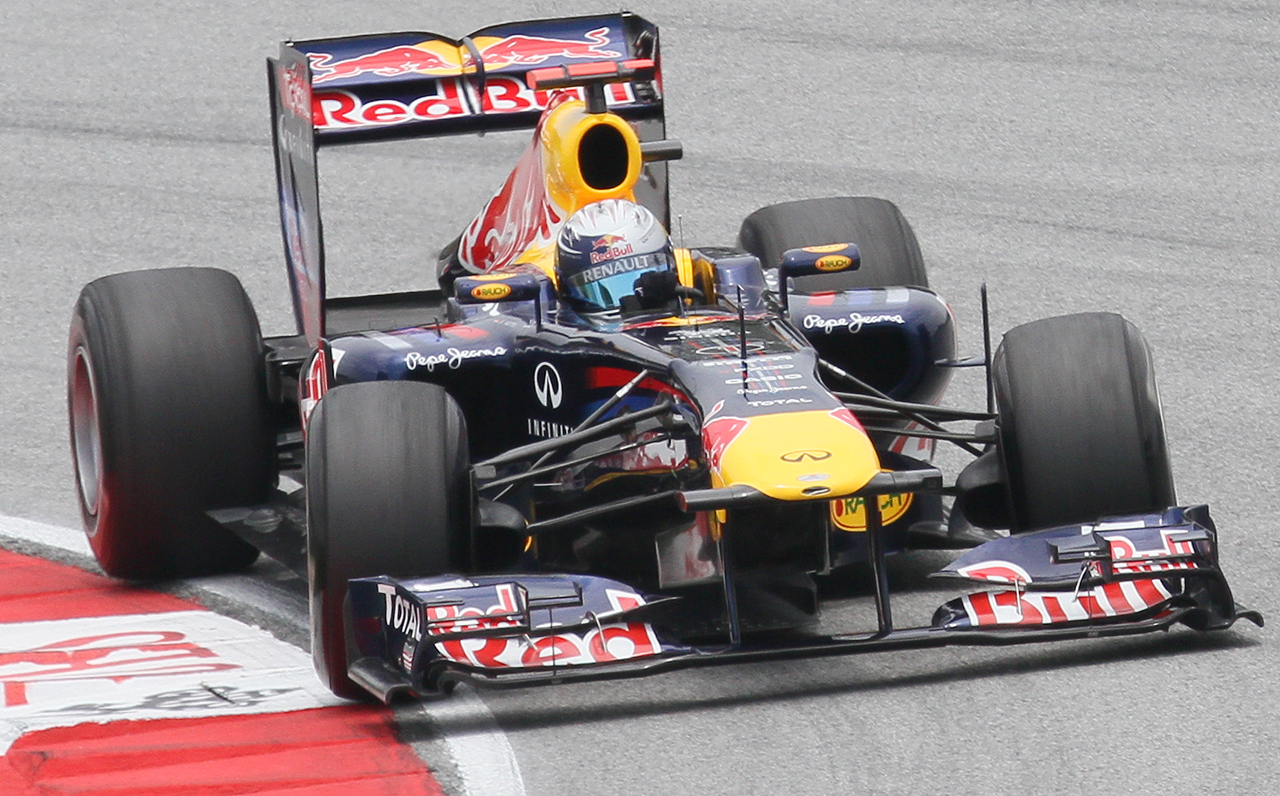
Sebastian Vettel erzielte zunächst die Pole-Position und gewann einen Tag später das Rennen

Der erste Qualifyings-Abschnitt (Q1) wurde nach acht Minuten unterbrochen, da Buemi einen Teil seiner Seitenkasten-Verkleidung verloren hatte. Als das Qualifying wieder aufgenommen wurde, erzielte Felipe Massa die schnellste Runde. Die HRT-, Virgin- und Lotus-Piloten sowie Pastor Maldonado schafften es nicht ins zweite Segment. Alle Piloten blieben mit ihrer Zeit unter der 107-Prozent-Zeit.
Im zweiten Abschnitt (Q2) setzte sich Button an die Spitze des Feldes. Die Force-India- und ToroRosso-Piloten sowie Sergio Pérez, Rubens Barrichello und Schumacher schieden aus.
Im letzten Abschnitt (Q3) des Qualifyings erzielte schließlich Vettel die schnellste Runde und sicherte sich seine 17. Pole-Position vor Hamilton und Webber.

### Rennen

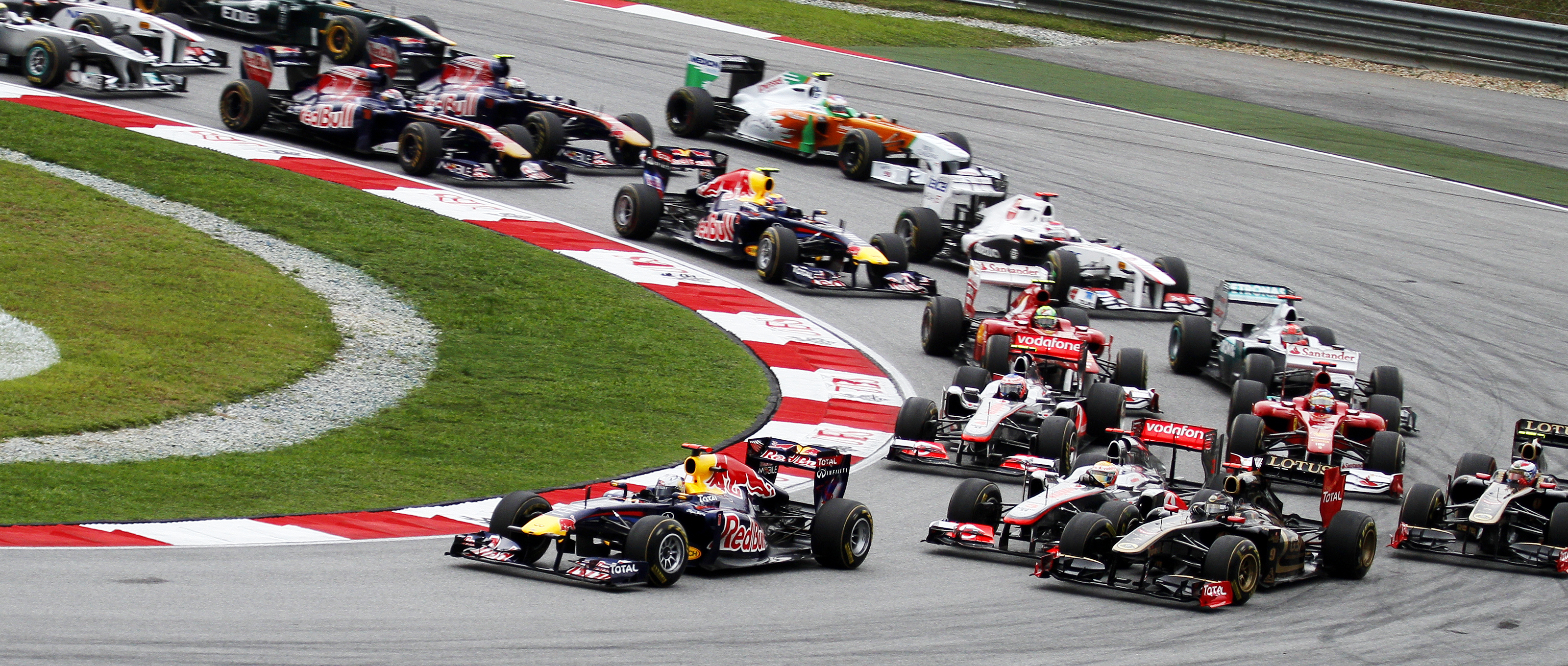
Die erste Runde des Grand Prix

Vor und während des Rennens erwarteten Meteorologen Regen. Bis auf ein paar Regentropfen blieb allerdings die gesamte Zeit trocken und die Piloten verwendeten durchgängig Slicks.
Beim Start zum Rennen fiel der drittplatzierte Webber auf die zehnte Position zurück. Gut starteten hingegen die Renault: Heidfeld verbesserte sich vom sechsten Platz startend auf den zweiten Platz hinter Vettel und Petrow vom achten auf den fünften Platz. In den ersten Runden gab es bereits einige Überholmanöver und beide Ferrari-Fahrer fuhren an Petrow vorbei. Zudem übernahm zunächst Webber die neunte Position von Kamui Kobayashi. Er wurde allerdings wieder zurück überholt, da er Probleme mit seinem KERS hatte. Dennoch gelang es ihm wenig später, ein weiteres Mal an Kobayashi vorbeizufahren.
Nachdem Maldonado mit einem technischen Problem aufgegeben hatte, begann die Phase der ersten Boxenstopps in der elften Runde durch Webber. In den nächsten Runden kamen sämtliche Piloten an die Box. Vettel musste seine Führung dabei nur für eine Runde an Alonso abgeben. Heidfeld fiel hingegen durch den Boxenstopp vom zweiten auf den fünften Platz zurück. Hamilton lag schließlich auf dem zweiten Platz vor Alonso, der kurz nach seinem Boxenstopp Button überholt hatte. Während Narain Karthikeyan mit Kühlungsproblemen aufgab, erhielt Buemi eine Durchfahrtsstrafe. Er war beim Boxenstopp zu schnell in der Boxengasse gefahren.
Bei Webber, der aus der Spitzengruppe zuerst gestoppt hatte, bauten die Reifen weiter ab und er begann auch die zweite Phase der Boxenstopps. Während dieser verlor Vettel die Führung erneut für eine Runde an Alonso. Bis auf den zweitplatzierten Hamilton behielten alle Fahrer im vorderen Teil des Feldes die weichere Reifenmischung. In der Zwischenzeit war Barrichello mit Hydraulikproblemen und Pérez mit einem Elektrikschaden ausgefallen.

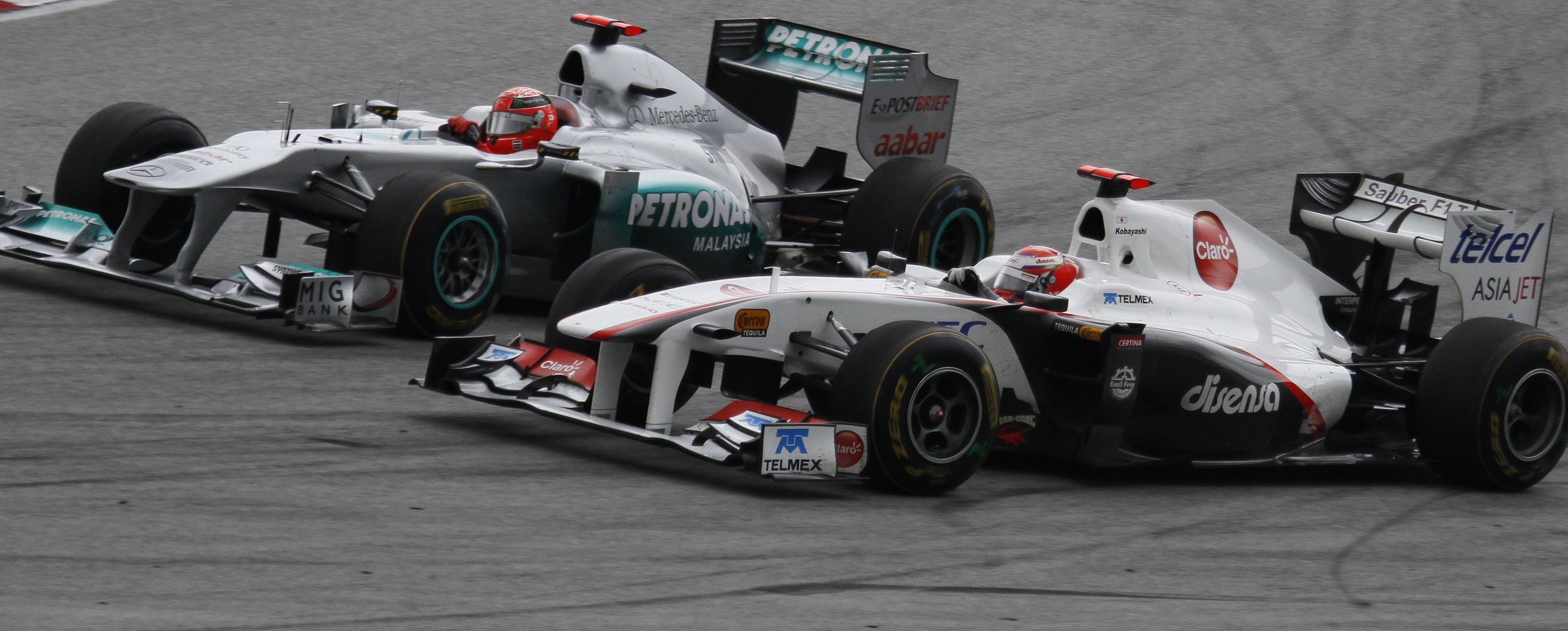
Kobayashi beim Überholmanöver gegen Schumacher

In der 28. Runde überholte Kobayashi, der im Gegensatz zu den anderen Fahrern erst einen Boxenstopp absolviert hatte, Schumacher in einem Überholmanöver im ersten Sektor. Jarno Trulli fiel in der 31. Runde mit einem technischen Problem aus. An der Spitze vergrößerte Vettel seinen Vorsprung auf Hamilton, der nicht von den härteren Reifen zu profitieren schien und vor Vettel zu seinem letzten Stopp in die Boxengasse abbog. Bei Hamiltons Boxenstopp gab es eine Verzögerung, sodass er durch den Stopp hinter Button, der zuvor schon Alonso beim zweiten Stopp überholt hatte, zurückfiel. Vettel behielt auch nach seinem letzten Boxenstopp die Führung.

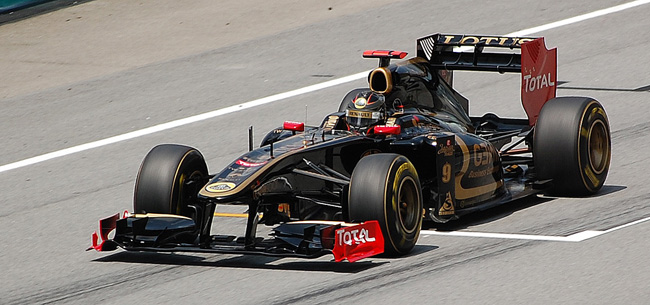
Heidfeld erzielte im Renault eine Podest-Platzierung

Während D’Ambrosio mit technischen Problemen ausrollte, entwickelte sich ein Duell zwischen Hamilton und Alonso. Alonso, der auf Hamilton aufholte, hatte Probleme mit seinem DRS. Es kam schließlich zu einer Berührung der beiden Rennfahrer, da Alonso sein Tempo beim Herausbeschleunigen falsch einschätzte und auf Hamilton auffuhr. Er beschädigte sich dabei seinen Frontflügel und musste zur Reparatur an die Box. Heidfeld war ein Nutznießer dieser Berührung, da er die vierte Position hinter Vettel, Button und Hamilton einnahm.
Während Vitantonio Liuzzi das Rennen mit technischen Problemen aufgab, ereigneten sich einige Überholmanöver. Petrow überholte Kobayashi und nahm die achte Position ein. Webber kam mit frischeren Reifen an Massa heran und fuhr schließlich an ihm vorbei. Außerdem gelang Heidfeld im Duell um einen Podiumsplatz ein Überholmanöver gegen Hamilton. Er verwendete dabei sein DR-System. Nachdem Hamilton auch hinter Webber zurückgefallen war, wechselte er ein weiteres Mal seine Reifen und fiel auf den siebten Platz zurück.

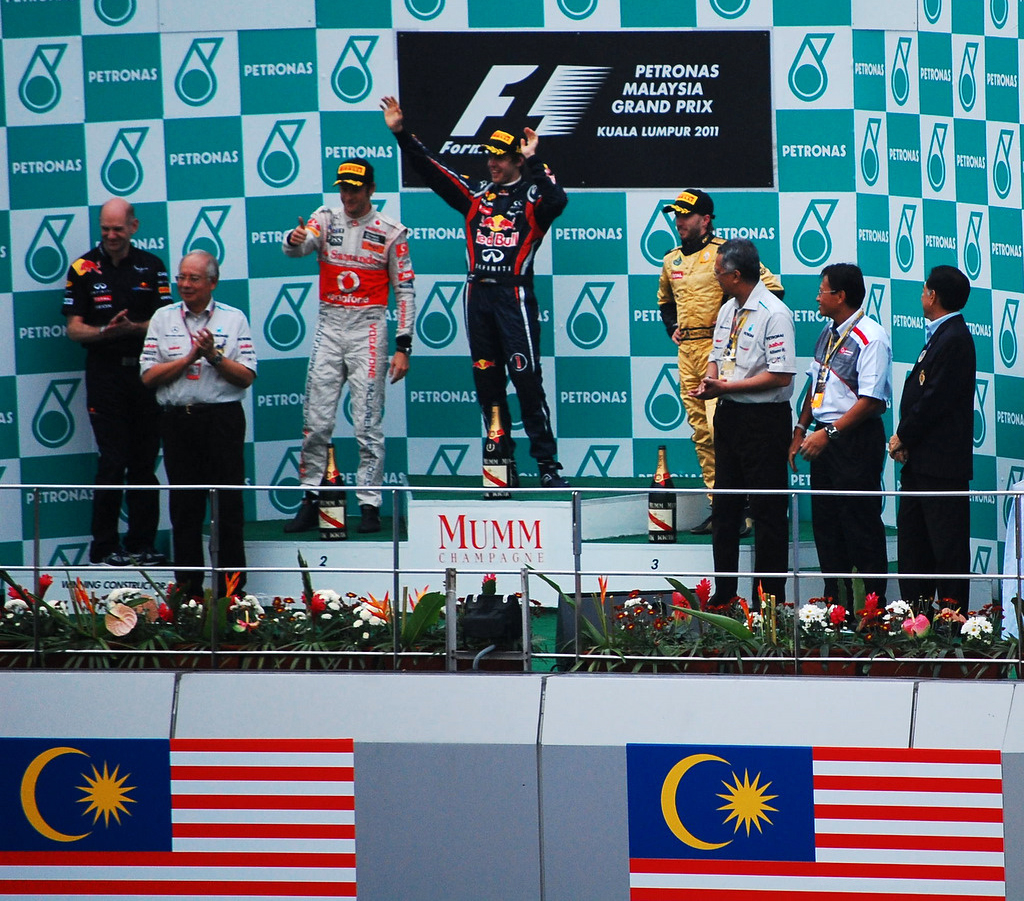
Das Podium beim Großen Preis von Malaysia

Vier Runden vor Ende des Rennens verunfallte Petrow. Bei einem Ausritt brach seine Lenksäule und das Rennen war für ihn beendet. Sein Teamkollege Heidfeld verbremste sich zwar kurz vor Rennende, blieb aber etwa eine Sekunde vor Webber.
Vettel gewann schließlich sein insgesamt 12. Rennen vor Button und Heidfeld. Webber wurde Vierter, Massa Fünfter.
Nach dem Rennen erhielten Alonso und Hamilton jeweils eine 20-Sekunden-Zeitstrafe. Alonsos sechster Platz blieb unverändert, Hamilton fiel vom siebten auf den achten Platz zurück. Alonso erhielt die Zeitstrafe, da er im Duell mit Hamilton auf dessen Fahrzeug aufgefahren war, Hamilton wurde für zu häufigen Spurwechsel im Duell gegen Alonso bestraft. Kobayashi erhielt somit den siebten Platz. Die weiteren Punkte gingen an Schumacher und di Resta.
In der Weltmeisterschaft bauten Vettel und Red Bull-Renault ihren vorhandenen Vorsprung aus. Button übernahm die zweite Position von Hamilton, der nun auf dem dritten Rang lag.

## Meldeliste
| Team                         | Nr. | Fahrer             | Chassis             | Motor                | Reifen |
| ---------------------------- | --- | ------------------ | ------------------- | -------------------- | ------ |
| Red Bull Racing              | 01  | Sebastian Vettel   | Red Bull RB7        | Renault 2.4 V8       | P      |
| Red Bull Racing              | 02  | Mark Webber        | Red Bull RB7        | Renault 2.4 V8       | P      |
| Vodafone McLaren Mercedes    | 03  | Lewis Hamilton     | McLaren MP4-26      | Mercedes-Benz 2.4 V8 | P      |
| Vodafone McLaren Mercedes    | 04  | Jenson Button      | McLaren MP4-26      | Mercedes-Benz 2.4 V8 | P      |
| Scuderia Ferrari Marlboro    | 05  | Fernando Alonso    | Ferrari 150º Italia | Ferrari 2.4 V8       | P      |
| Scuderia Ferrari Marlboro    | 06  | Felipe Massa       | Ferrari 150º Italia | Ferrari 2.4 V8       | P      |
| Mercedes GP Petronas F1 Team | 07  | Michael Schumacher | Mercedes MGP W02    | Mercedes-Benz 2.4 V8 | P      |
| Mercedes GP Petronas F1 Team | 08  | Nico Rosberg       | Mercedes MGP W02    | Mercedes-Benz 2.4 V8 | P      |
| Lotus Renault GP             | 09  | Nick Heidfeld      | Renault R31         | Renault 2.4 V8       | P      |
| Lotus Renault GP             | 10  | Witali Petrow      | Renault R31         | Renault 2.4 V8       | P      |
| AT&T Williams                | 11  | Rubens Barrichello | Williams FW33       | Cosworth 2.4 V8      | P      |
| AT&T Williams                | 12  | Pastor Maldonado   | Williams FW33       | Cosworth 2.4 V8      | P      |
| Force India F1 Team          | 14  | Adrian Sutil       | Force India VJM04   | Mercedes-Benz 2.4 V8 | P      |
| Force India F1 Team          | 15  | Nico Hülkenberg    | Force India VJM04   | Mercedes-Benz 2.4 V8 | P      |
| Force India F1 Team          | 15  | Paul di Resta      | Force India VJM04   | Mercedes-Benz 2.4 V8 | P      |
| Sauber F1 Team               | 16  | Kamui Kobayashi    | Sauber C30          | Ferrari 2.4 V8       | P      |
| Sauber F1 Team               | 17  | Sergio Pérez       | Sauber C30          | Ferrari 2.4 V8       | P      |
| Scuderia Toro Rosso          | 18  | Daniel Ricciardo   | Toro Rosso STR6     | Ferrari 2.4 V8       | P      |
| Scuderia Toro Rosso          | 18  | Sébastien Buemi    | Toro Rosso STR6     | Ferrari 2.4 V8       | P      |
| Scuderia Toro Rosso          | 19  | Jaime Alguersuari  | Toro Rosso STR6     | Ferrari 2.4 V8       | P      |
| Team Lotus                   | 20  | Davide Valsecchi   | Lotus T128          | Renault 2.4 V8       | P      |
| Team Lotus                   | 20  | Heikki Kovalainen  | Lotus T128          | Renault 2.4 V8       | P      |
| Team Lotus                   | 21  | Jarno Trulli       | Lotus T128          | Renault 2.4 V8       | P      |
| HRT F1 Team                  | 22  | Narain Karthikeyan | HRT F111            | Cosworth 2.4 V8      | P      |
| HRT F1 Team                  | 23  | Vitantonio Liuzzi  | HRT F111            | Cosworth 2.4 V8      | P      |
| Marussia Virgin Racing       | 24  | Timo Glock         | Virgin MVR-02       | Cosworth 2.4 V8      | P      |
| Marussia Virgin Racing       | 25  | Jérôme D’Ambrosio  | Virgin MVR-02       | Cosworth 2.4 V8      | P      |

Anmerkungen
1. 1 2  Hülkenberg fuhr den Force India mit der Nummer 15 im ersten freien Training. Di Resta übernahm das Fahrzeug anschließend für das restliche Rennwochenende.
2. 1 2  Ricciardo fuhr den Toro Rosso mit der Nummer 18 im ersten freien Training. Buemi übernahm das Fahrzeug anschließend für das restliche Rennwochenende.
3. 1 2  Valsecchi fuhr den Lotus mit der Nummer 20 im ersten freien Training. Kovalainen übernahm das Fahrzeug anschließend für das restliche Rennwochenende.

## Klassifikationen

### Qualifying
| Pos.                                                                      | Fahrer             | Konstrukteur         | Q1       | Q2       | Q3       | Start |
| ------------------------------------------------------------------------- | ------------------ | -------------------- | -------- | -------- | -------- | ----- |
| 01                                                                        | Sebastian Vettel   | Red Bull-Renault     | 1:37,468 | 1:35,934 | 1:34,870 | 01    |
| 02                                                                        | Lewis Hamilton     | McLaren-Mercedes     | 1:36,861 | 1:35,852 | 1:34,974 | 02    |
| 03                                                                        | Mark Webber        | Red Bull-Renault     | 1:37,924 | 1:36,080 | 1:35,179 | 03    |
| 04                                                                        | Jenson Button      | McLaren-Mercedes     | 1:37,033 | 1:35,569 | 1:35,200 | 04    |
| 05                                                                        | Fernando Alonso    | Ferrari              | 1:36,897 | 1:36,320 | 1:35,802 | 05    |
| 06                                                                        | Nick Heidfeld      | Renault              | 1:37,224 | 1:36,811 | 1:36,124 | 06    |
| 07                                                                        | Felipe Massa       | Ferrari              | 1:36,744 | 1:36,557 | 1:36,251 | 07    |
| 08                                                                        | Witali Petrow      | Renault              | 1:37,210 | 1:36,642 | 1:36,324 | 08    |
| 09                                                                        | Nico Rosberg       | Mercedes             | 1:37,316 | 1:36,388 | 1:36,809 | 09    |
| 10                                                                        | Kamui Kobayashi    | Sauber-Ferrari       | 1:36,994 | 1:36,691 | 1:36,820 | 10    |
| 11                                                                        | Michael Schumacher | Mercedes             | 1:36,904 | 1:37,035 | –        | 11    |
| 12                                                                        | Sébastien Buemi    | Toro Rosso-Ferrari   | 1:37,693 | 1:37,160 | –        | 12    |
| 13                                                                        | Jaime Alguersuari  | Toro Rosso-Ferrari   | 1:37,677 | 1:37,347 | –        | 13    |
| 14                                                                        | Paul di Resta      | Force India-Mercedes | 1:38,045 | 1:37,370 | –        | 14    |
| 15                                                                        | Rubens Barrichello | Williams-Cosworth    | 1:38,163 | 1:37,496 | –        | 15    |
| 16                                                                        | Sergio Pérez       | Sauber-Ferrari       | 1:37,759 | 1:37,528 | –        | 16    |
| 17                                                                        | Adrian Sutil       | Force India-Mercedes | 1:37,693 | 1:37,593 | –        | 17    |
| 18                                                                        | Pastor Maldonado   | Williams-Cosworth    | 1:38,276 | –        | –        | 18    |
| 19                                                                        | Heikki Kovalainen  | Lotus-Renault        | 1:38,645 | –        | –        | 19    |
| 20                                                                        | Jarno Trulli       | Lotus-Renault        | 1:38,791 | –        | –        | 20    |
| 21                                                                        | Timo Glock         | Virgin-Cosworth      | 1:40,648 | –        | –        | 21    |
| 22                                                                        | Jérôme D’Ambrosio  | Virgin-Cosworth      | 1:41,001 | –        | –        | 22    |
| 23                                                                        | Vitantonio Liuzzi  | HRT-Cosworth         | 1:41,549 | –        | –        | 23    |
| 24                                                                        | Narain Karthikeyan | HRT-Cosworth         | 1:42,574 | –        | –        | 24    |
| 107-Prozent-Zeit: 1:43,516 min (bezogen auf Q1-Bestzeit von 1:36,744 min) |                    |                      |          |          |          |       |

Anmerkungen
1. 1 2 3 4 5 6 7 8 9 10 11 12 13 14 15 16 17 18  Rennwagen mit KERS

### Rennen
| Pos. | Fahrer             | Konstrukteur         | Runden | Stopps | Zeit        | Start | Schnellste Runde |
| ---- | ------------------ | -------------------- | ------ | ------ | ----------- | ----- | ---------------- |
| 01   | Sebastian Vettel   | Red Bull-Renault     | 56     | 3      | 1:37:39,832 | 01    | 1:41,539 (33.)   |
| 02   | Jenson Button      | McLaren-Mercedes     | 56     | 3      | + 3,261     | 04    | 1:41,264 (50.)   |
| 03   | Nick Heidfeld      | Renault              | 56     | 3      | + 25,075    | 06    | 1:41,547 (47.)   |
| 04   | Mark Webber        | Red Bull-Renault     | 56     | 4      | + 26,384    | 03    | 1:40,571 (46.)   |
| 05   | Felipe Massa       | Ferrari              | 56     | 2      | + 36,958    | 07    | 1:41,999 (41.)   |
| 06   | Fernando Alonso    | Ferrari              | 56     | 4      | + 57,248    | 05    | 1:40,717 (49.)   |
| 07   | Kamui Kobayashi    | Sauber-Ferrari       | 56     | 2      | + 1:06,439  | 10    | 1:42,095 (39.)   |
| 08   | Lewis Hamilton     | McLaren-Mercedes     | 56     | 4      | + 1:09,957  | 02    | 1:41,512 (54.)   |
| 09   | Michael Schumacher | Mercedes             | 56     | 3      | + 1:24,896  | 11    | 1:42,491 (45.)   |
| 10   | Paul di Resta      | Force India-Mercedes | 56     | 3      | + 1:31,563  | 14    | 1:42,883 (48.)   |
| 11   | Adrian Sutil       | Force India-Mercedes | 56     | 3      | + 1:41,379  | 17    | 1:42,973 (34.)   |
| 12   | Nico Rosberg       | Mercedes             | 55     | 3      | + 1 Runde   | 09    | 1:41,778 (45.)   |
| 13   | Sébastien Buemi    | Toro Rosso-Ferrari   | 55     | 3      | + 1 Runde   | 12    | 1:42,659 (36.)   |
| 14   | Jaime Alguersuari  | Toro Rosso-Ferrari   | 55     | 2      | + 1 Runde   | 13    | 1:43,744 (37.)   |
| 15   | Heikki Kovalainen  | Lotus-Renault        | 55     | 2      | + 1 Runde   | 19    | 1:43,677 (43.)   |
| 16   | Timo Glock         | Virgin-Cosworth      | 54     | 3      | + 2 Runden  | 21    | 1:45,357 (50.)   |
| 17   | Witali Petrow      | Renault              | 52     | 3      | DNF         | 08    | 1:41,054 (49.)   |
| –    | Vitantonio Liuzzi  | HRT-Cosworth         | 46     | 2      | DNF         | 23    | 1:46,521 (42.)   |
| –    | Jérôme D’Ambrosio  | Virgin-Cosworth      | 42     | 2      | DNF         | 22    | 1:45,346 (41.)   |
| –    | Jarno Trulli       | Lotus-Renault        | 31     | 1      | DNF         | 20    | 1:45,280 (23.)   |
| –    | Sergio Pérez       | Sauber-Ferrari       | 23     | 1      | DNF         | 16    | 1:43,298 (19.)   |
| –    | Rubens Barrichello | Williams-Cosworth    | 22     | 2      | DNF         | 15    | 1:45,516 (10.)   |
| –    | Narain Karthikeyan | HRT-Cosworth         | 14     | 0      | DNF         | 24    | 1:49,385 (05.)   |
| –    | Pastor Maldonado   | Williams-Cosworth    | 8      | 0      | DNF         | 18    | 1:45,689 (05.)   |

Anmerkungen
1. 1 2 3 4 5 6 7 8 9 10 11 12 13 14 15 16 17 18  Rennwagen mit KERS

1. ↑  Alonso erhielt nach dem Rennen eine 20-Sekunden-Zeitstrafe für das Verursachen einer Kollision.
2. ↑  Hamilton erhielt nach dem Rennen einen 20-Sekunden-Zeitstrafe für mehrfaches Wechseln der Fahrspur zum Verteidigen der Position.

## WM-Stände nach dem Rennen
Die ersten zehn des Rennens bekamen 25, 18, 15, 12, 10, 8, 6, 4, 2 bzw. 1 Punkt(e).

### Fahrerwertung
| Pos. | Fahrer             | Konstrukteur         | Punkte |
| ---- | ------------------ | -------------------- | ------ |
| 01   | Sebastian Vettel   | Red Bull-Renault     | 50     |
| 02   | Jenson Button      | McLaren-Mercedes     | 26     |
| 03   | Lewis Hamilton     | McLaren-Mercedes     | 22     |
| 04   | Mark Webber        | Red Bull-Renault     | 22     |
| 05   | Fernando Alonso    | Ferrari              | 20     |
| 06   | Felipe Massa       | Ferrari              | 16     |
| 07   | Nick Heidfeld      | Renault              | 15     |
| 08   | Witali Petrow      | Renault              | 15     |
| 09   | Kamui Kobayashi    | Sauber-Ferrari       | 6      |
| 10   | Sébastien Buemi    | Toro Rosso-Ferrari   | 4      |
| 11   | Adrian Sutil       | Force India-Mercedes | 2      |
| 12   | Michael Schumacher | Mercedes             | 2      |

| Pos. | Fahrer             | Konstrukteur         | Punkte |
| ---- | ------------------ | -------------------- | ------ |
| 13   | Paul di Resta      | Force India-Mercedes | 2      |
| 14   | Jaime Alguersuari  | Toro Rosso-Ferrari   | 0      |
| 15   | Nico Rosberg       | Mercedes             | 0      |
| 16   | Jarno Trulli       | Lotus-Renault        | 0      |
| 17   | Jérôme D’Ambrosio  | Virgin-Cosworth      | 0      |
| 18   | Heikki Kovalainen  | Lotus-Renault        | 0      |
| 19   | Timo Glock         | Virgin-Cosworth      | 0      |
| –    | Sergio Pérez       | Sauber-Ferrari       | 0      |
| –    | Rubens Barrichello | Williams-Cosworth    | 0      |
| –    | Vitantonio Liuzzi  | HRT-Cosworth         | 0      |
| –    | Pastor Maldonado   | Williams-Cosworth    | 0      |
| –    | Narain Karthikeyan | HRT-Cosworth         | 0      |

### Konstrukteurswertung
| Pos. | Konstrukteur       | Punkte |
| ---- | ------------------ | ------ |
| 01   | Red Bull-Renault   | 72     |
| 02   | McLaren-Mercedes   | 48     |
| 03   | Ferrari            | 36     |
| 04   | Renault            | 30     |
| 05   | Sauber-Ferrari     | 6      |
| 06   | Toro Rosso-Ferrari | 4      |

| Pos. | Konstrukteur         | Punkte |
| ---- | -------------------- | ------ |
| 07   | Force India-Mercedes | 4      |
| 08   | Mercedes             | 2      |
| 09   | Lotus-Renault        | 0      |
| 10   | Virgin-Cosworth      | 0      |
| –    | Williams-Cosworth    | 0      |
| –    | HRT-Cosworth         | 0      |